# Sphaerobolus
Sphaerobolus Tode (strzykacz) – rodzaj grzybów z rodziny gwiazdoszowatych (Geastraceae). W Polsce występuje jeden gatunek.

## Charakterystyka
Nazwa „Sphaerobolus” oznacza zdolność grzyba do wyrzucania gleby na znaczną odległość. Zawsze pdbywa się to w stronę najjaśniejszego źródła światła. Produkcja bazydiospor w zamkniętej strukturze i pasywny mechanizm uwalniania zarodników jest cechą charakterystyczną tego rodzaju.
Powszechnie znany jako „grzyb artyleryjski”, Sphaerobolus ma białawe do pomarańczowych, kuliste bazydiokarpy o średnicy 1–2 mm zawierające glebę lub perydiolę. Zarodniki wewnątrz gleby są dwojakiego rodzaju: grubościenne jednojądrowe bazydiospory i cienkościenne dwu- lub wielojądrowe bezpłciowe zarodniki. Te dwa rodzaje zarodników są kluczowe w strategii przetrwania. Fragmenty gleby po wyrzuceniu z bazydiokarpu mają długoterminowy mechanizm przetrwania. Kolonizacja podłoża rozpoczyna się po kiełkowaniu gleb. Związana jest z trawieniem składników drewna: celulozy, hemicelulozy i ligniny, co ostatecznie powoduje białą zgniliznę drewna. Po zakończeniu kolonizacji powstają fototropiczne bazydiokarpy, które orientują się w stronę najjaśniejszego źródła światła. Sphaerobolus występuje w Australii, USA, Europie, Afryce i Indiach. Rozwija się głównie na odchodach (grzyb koprofilny), rozkładającym się drewnie lub ściółce roślinnej.

## Systematyka i nazewnictwo
Pozycja w klasyfikacji według Index Fungorum: Geastraceae, Geastrales, Phallomycetidae, Agaricomycetes, Agaricomycotina, Basidiomycota, Fungi.
Takson utworzył Heinrich Julius Tode w 1790 r. Synonimy: Carpobolus P. Micheli ex Paulet, Siropeltis Arx & R. Garnier. Polską nazwę nadał Franciszek Błoński w 1896 r.
Niektóre gatunki
- Sphaerobolus brunneocarneus Rick 1961
- Sphaerobolus ingoldii Geml, D.D. Davis & Geiser 2005
- Sphaerobolus minimus Sacc. 1917
- Sphaerobolus stellatus Tode 1790 – strzykacz gwiazdkowaty

Nazwy naukowe na podstawie Index Fungorum. Nazwy polskie według Władysława Wojewody.